# Hyptiolaimus cephalatus
Hyptiolaimus cephalatus är en rundmaskart som beskrevs av Nathan Augustus Cobb 1920. Hyptiolaimus cephalatus ingår i släktet Hyptiolaimus och familjen Enoplidae. Inga underarter finns listade i Catalogue of Life.